# Flash Gordon (àlbum)
Flash Gordon és el novè àlbum d'estudi de la banda Queen, fet per a la banda sonora de la pel·lícula de ciència-ficció Flash Gordon llançat en 8 de desembre de 1980. L'àlbum va ser publicat, justament, el mateix dia de l'assassinat de John Lennon. Va ser la primera vegada que la banda va entrar en estudi per a produir tota la música sonora d'una pel·lícula per al cinema. Amb excepció de les cançons de "Flash's Theme" i "The Hero" el disc és tot instrumental, amb un fort ús de sintetitzadors que la banda havia adherit recentment. L'àlbum va aconseguir el 42º lloc en el Billboard Hot 100 i també, va arribar al 39 ° lloc en el Top 100 de la Cash Box.

## Llista de cançons
1. "Flash's Theme" (Brian May) - 3:22
2. "In The Space Capsule (The Love Theme)" (Roger Taylor) – 2:21
3. "Ming's Theme (In The Court Of Ming The Mercilles)" – 2:53
4. "The Ring (Hypnotic Seduction Of Dale)" – 1:15
5. "Football Fight" – 1:29
6. "In The Death Cell (Love Theme Reprise)" (Roger Taylor) – 2:26
7. "Execution Of Flash" (John Deacon) – 0:43
8. "The Kiss (Aura Ressurrects Flash)" – 2:11
9. "Arboria (Planet Of The Tree Men)" (John Deacon) – 1:41
10. "Escape From The Swamp" (Roger Taylor) – 1:37
11. "Flash To The Rescue" (Brian May) – 2:47
12. "Vultan's Theme (Attack Of The Hawk Men)" – 1:15
13. "Battle Theme" (Brian May) – 2:20
14. "The Wedding March" (Brian May) – 0:56
15. "Marriage Of Dale And Ming (And Flash Approaching)" (Brian May/Roger Taylor) – 2:04
16. "Crash Dive On Mingo City" (Brian May) – 0:46
17. "Flash's Theme Reprise (Victory Celebration)" (Brian May) – 1:39
18. "The Hero" (Brian May) – 3:31